# محسن المعلم
محسن بن علي المعلّم عالم دين شيعي من القطيف، المملكة العربية السعودية. وأحد رواد الحركة العلمية بالقطيف. يعتبر من الرواد الأوائل في مجال تعليم المرأة في المنطقة، حيث أسس في سنة 1409هـ مجلس الزهراء، الذي استقطب على مدار السنة مئات الطالبات من المرحلة الابتدائية إلى الجامعية وما بعدها في دروس في مختلف العلوم الدينية والنشاطات التربوية والثقافية.

## نبذة عامة
ولد في 12 ربيع الأول سنة 1372 هـ في قرية الجارودية في القطيف، ودرس فيها إلى السنة الخامسة الابتدائية، وبعدها هاجر إلى النجف في صفر سنة 1386هـ، وبقي فيها حتى سنة 1392 هـ. وفي شهر ربيع من سنة 1393 هـ هاجر إلى مدينة قم وبقي فيها إلى رجب سنة 1402 هـ حيث عادإلى بلاده مصلحاً ومربياً ومرشداً ومعلماً، 

## الهجرة إلى النجف
هاجر إلى النجف في صفر سنة 1386 هـ، بصحبة الشيخ فرج العمران، فذهبا أولاً إلى كربلاء، وبعد الزيارة عرَّجا على النجف وبقي فيها إلى سنة 1392 هـ حيث اضطر إلى مغادرتها بسبب موجة عاصفة ألمت بالنجف، مع بعض الأسباب العائلية، فنزل إلى بلده الجارودية، وبقي فيها مدة عام واحد تقريباً .

### أساتذته في النجف
ولما استقرَّ به المقام في النجف حضر دروس الحوزة العلمية، وكان من أساتذته:
1. الشيخ منصور البيات
2. الشيخ حسين بن الشيخ فرج العمران.
3. السيِّد علي بن السيد ناصر الأحسائي.
4. السيد أحمد الطاهر الأحسائي.
5. السيد محمد رضا اليزدي

## الهجرة إلىقم
وفي شهر ربيع من سنة 1393 هـ هاجر إلى مدينة قم، وحضر فيها عند عدد من الفضلاء. وبقي في قم إلى رجب سنة 1402 هـ حيث عاد لحاجة البلاد إليه مصلحاً ومربياً ومرشداً ومعلِّماً.

### أساتذته في قم
1. الشيخ حسين العمران (وقد حضر عنده الكثير من الدروس في النجف وفي قم).
2. السيد مرتضى مرتضى العاملي.
3. السيد طيِّب  الجزائري.
4. الشيخ محمد علي برو العاملي.
5. الشيخ محمد هادي اليوسفي.
6. الشيخ محمود محسني الإقليدي.
7. الشيخ غلام حسين سوخندان.
8. الشيخ محمد علي المراغي.
9. الشيخ محمود المحسني.
10. الشيخ محمد رضا الأصفهاني.
11. السيد محمد مفتي الشيعة.
12. السيد محمد تقي التبريزي.
13. الشيخ محمد رحمتي.

## من تلامذته
تتلمذ على يديه جماعة كبيرة من طلبة العلم في النجف وقم وفي بلدته الجارودية، ولا يزال يواصل التدريس.
1. الشيخ علي آل محسن
2. الشيخ علي بن عيسى الزواد.
3. الشيخ عباس العنكي.
4. الشيخ مهدي المصلي.
5. السيد منير الخباز.
6. الشيخ محمد علي أبو المكارم.
7. الشيخ عبد الكريم عبيد اللبناني.
8. الشيخ أحمد طالب اللبناني.
9. الشيخ خليل الفقيه اللبناني.
10. الشيخ مهدي العوازم.
11. الشيخ نزار سنبل.
12. الشيخ محمد علي البيابي.
13. الشيخ هلال المؤمن الأحسائي.
14. أخوه الشيخ محمد علي المعلم
15. الشيخ غالب بن حسن آل حماد.
16. الشيخ عبد الكريم الحبيل.
17. الشيخ عادل الأسود.
18. الشيخ مرتضى السليس.

وغيرهم.

## شعره
له شعر رقيق ونظم جميل، ولكنه قليل.
ومن شعره قوله في ذكر الرخامة الحمراء التي وُلد عليها علي في وسط الكعبة:
ومن شعره أيضاً قصيدة نظمها لما قام بأداء العمرة وزيارة المدينة المنورة سنة 1404 ه, قال فيها:
إلى أن يقول:
وله تخميس لبيتين مشهورين يحكيان رزء الإمام الحسين بأخيه الإمام الحسن عليهما السلام
قال فيه:
ومن شعره قصيدة نظمها بمناسبة سفره إلى أندونيسيا للتبليغ والإرشاد سنة 1417 هـ، قال:
إلى أن يقول:

## نشاطه الاجتماعي والدعوي
له إسهامات كثيرة ونشاط متواصل ودؤوب في تدريس طلبة العلوم الدينية، وفي الإصلاح الاجتماعي، وتربية الشباب على الصلاح والتحصيل العلمي، وقد دأب على السفر في كل عام إلى بلدان كثيرة، في أوروبا، وأمريكا، وشرق آسيا، وأفريقيا، للدعوة والإرشاد والتبليغ، ويعتبر من الروَّاد الأوائل في مجال تعليم المرأة في منطقته، حيث أسَّس في سنة 1409 ه مجلس الزهراء الذي استقطب على مدار السنة مئات الطالبات من المرحلة الابتدائية إلى المرحلة الجامعية وما بعدها في دروس في مختلف العلوم الدينية والنشاطات التربوية والثقافية، ويشارك في هذا المجلس خيرة الفضلاء من العلماء وطلاب العلوم الدينية وإن كان الجهد الأكبر يضطلع به شيخنا الأستاذ، بالإضافة إلى الرعاية المستمرة والتوجيه والإشراف.

## إجازاته في الرواية
حصل على إجازات رواية من كل من:
1. آية الله الشيخ محي الدين المامقاني
2. آية الله السيد محمد مفتي الشيعة.
3. آية الله الشيخ محمد علي المراغي.
4. آية الله الشيخ ميرزا محسن الفضلي
5. آية الله الشيخ أحمد السبط
6. العلامة المقدَّس الشيخ منصور البيات

## وكالاته
كان موضع ثقة كثير من مراجع الشيعة، فقد كانت لديه وكالات من كل من:
1. آية الله العظمى السيد محمد الروحاني
2. آية الله العظمى ميرزا علي الغروي
3. آية الله العظمى ميرزا جواد التبريزي
4. آية الله العظمى السيد علي السيستاني.
5. آية الله العظمى السيد محمد سعيد الحكيم.
6. آية الله العظمى الشيخ حسين الوحيد الخراساني.

## مؤلفاته
1. ثلاث مقالات (مرجع الخلاف إلى الخلافة، علم الإمام، الرجعة).
2. الحسين في موكب الخالدين.
3. دراسة عن بعض أعلام المنطقة.
4. العقائد من نهج البلاغة.
5. فاطمة صوت الحق الإلهي.
6. زينب والظالمون.
7. الحج معالمه ومعارفه.
8. علي إمام الدين والدولة .
9. رسالة بعنوان: الإمام الخوئي: باعث علم الرجال، ومحكم مبانيه.
10. ترجمة الشيخ إبراهيم القطيفي.
11. الأخلاق من نهج البلاغة .
12. معجم في تراجم أعلام القطيف (قيد الإعداد).
13. رسالة بعنوان: الأطعمة والأشربة حكم وأسرار.
14. بحث مختصر بعنوان: علي إمام الدين والدولة.